# Delano Landvreugd
Delano Landvreugd is een Surinaams jurist en politicus. Hij was van eind 2024 tot de verkiezingen van 2025 minister van Binnenlandse Zaken als opvolger van Bronto Somohardjo.

## Biografie
Delano Landvreugd is afgestudeerd in burgerlijk (civiel) recht en strafrecht. Hij werkte vanuit het kantoor Landvreugd Legal en was lid van het Centraal Hoofdstembureau. Hij is voorzitter van de stichting Excellence Topsport Talentschool.
Eind november droeg de Algemene Bevrijdings- en Ontwikkelingspartij (ABOP) hem voor als minister van Binnenlandse Zaken, meer dan een maand nadat Bronto Somohardjo (PL) zijn ontslag had ingediend. Oud-minister Maurits Hassankhan (VHP) ondersteunt hem als onderminister en wordt belast met de organisatie van de verkiezingen van 2025. Landvreugd trof een informele organisatie aan. "Er zijn nergens formele hoofden, geen onderhoofden, en opdrachten worden mondeling gegeven ... Het is één grote puinhoop," aldus de nieuwe minister.
De Stichting Excellence Topsport Talentschool, met Landvreugd als voorzitter, toen nog geen minister, in december 2023 onrechtmatig een perceel toegewezen. Nadat hier ophef over ontstond, gaf hij het perceel in februari 2025 terug aan de overheid.
Tijdens de verkiezingen van 2025 stond hij op nummer 19 van de lijst van ABOP.